# Sungai Pelunggut
Sungai Pelunggut is een bestuurslaag in het regentschap Batam van de provincie Riau-archipel, Indonesië. Sungai Pelunggut telt 16.650 inwoners (volkstelling 2010).